# Modliszewo

Nieoficjalny herb wsi Modliszewo

Modliszewo – wieś w Polsce położona w województwie wielkopolskim, w powiecie gnieźnieńskim, w gminie Gniezno.
W latach 1975–1998 miejscowość administracyjnie należała do województwa poznańskiego.

## Historia
Pierwsza wzmianka o Modliszewie, zwanym wtedy Modliszewem Wielkim (Modlschewo Wyelkye), znajduje się w spisie dóbr z 1247 r. w związku z posadowieniem drugiego dworu na polu zwanym Łabiszynek. Nazwa Modliszewo pochodzi od Modlisza, bliżej nieznanego miejscowego władcy, obejmuje dobra szlacheckie Dryjów-Sobiejuchów – później – Modliszewskich-Sitków.
W XV w. należało do parafii Modliszewko, która istniała w spisie już od 1414 r. W II poł. XVII w. w Modliszewie znajdowały się sady owocowe dzierżawione przez mieszczan i kupców gnieźnieńskich.
W roku 1851 majątek nabyła Aniela Kosztucka, a następnie Żychlińscy herbu Szeliga. Wybudowali oni zabudowania folwarku z kamienia i cegły oraz murowany pałac. Do Modliszewa zaczęli przybywać niemieccy osadnicy wyznania ewangelicko-augsburskiego. Zbudowali kościół w pobliżu folwarku, a poza wsią urządzili cmentarz, którego pozostałość z okolicznościowym obeliskiem zachowała się do dziś. Im też zawdzięcza się obecny układ wsi z gospodarstwami przy drodze Gniezno – Żnin. Stanęła tam gospoda z wyszynkiem i miejscami noclegowymi, oraz kuźnia.
Doktor Żychliński został prezesem kółka rolniczego w Modliszewku i założył tam bibliotekę z fachową literaturą rolniczą oraz prostą poezją w języku polskim.
W 1905 roku obok zabudowań folwarku powstała murowana remiza straży ogniowej, używana do dziś.
W 1911 roku majątek nabył Niemiec Erik Lorenz. W okresie powstania wielkopolskiego Modliszewo z jego częścią Anielewem było w liniach obronnych Zdziechowy. Zawiązał się związek strzelecki z własną strzelnicą. W latach 1878–1945 właścicielem majątku był Jan Siciński.
Po II wojnie światowej modliszewski folwark i pałac objął Szpital dla Nerwowo i Psychicznie Chorych w Gnieźnie.
W 1953 zmarł tu lekarz psychiatra i filozof medycyny Kazimierz Filip Wize.

## Herb
Modliszewo jest pierwszą w Polsce wsią posiadającą własny symbol (od 9 lipca 2005). Tworzy go tarcza herbowa typu hiszpańskiego – "W polu czerwonym topór ze złotym obuchem w prawo na czarnym stylisku. Pod nim półksiężyc złoty rogami do góry". Topór nawiązuje do legendy, zaś półksiężyc jest jednym z elementów szlacheckiego rodu Szeliga, który wraz z barwą tarczy odnosi się do pozytywnie zapisanej w dziejach osady rodziny Żychlińskich, właścicieli dóbr wsi Modliszewo.

## Modliszewo dzisiaj

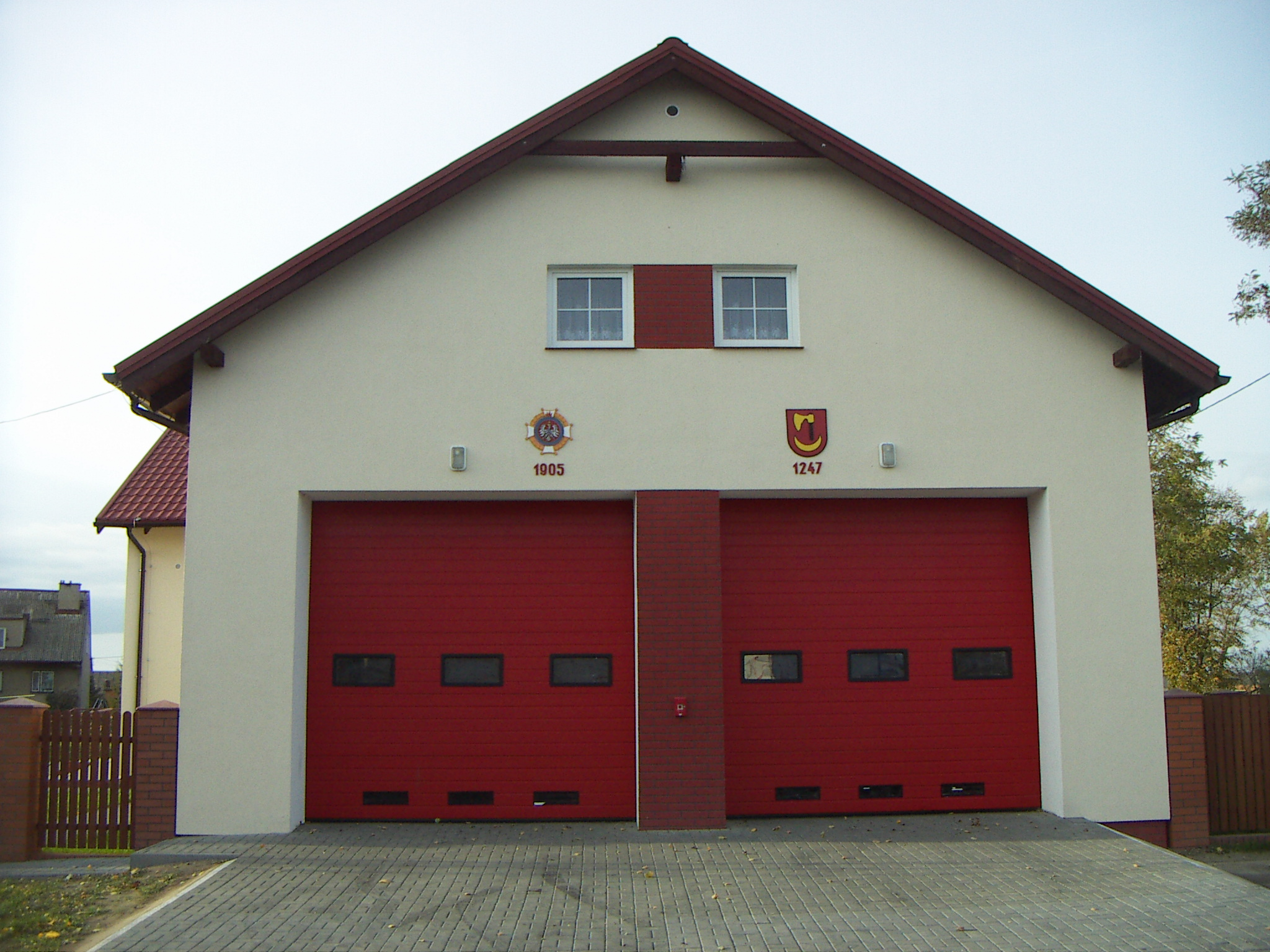
Front remizy OSP

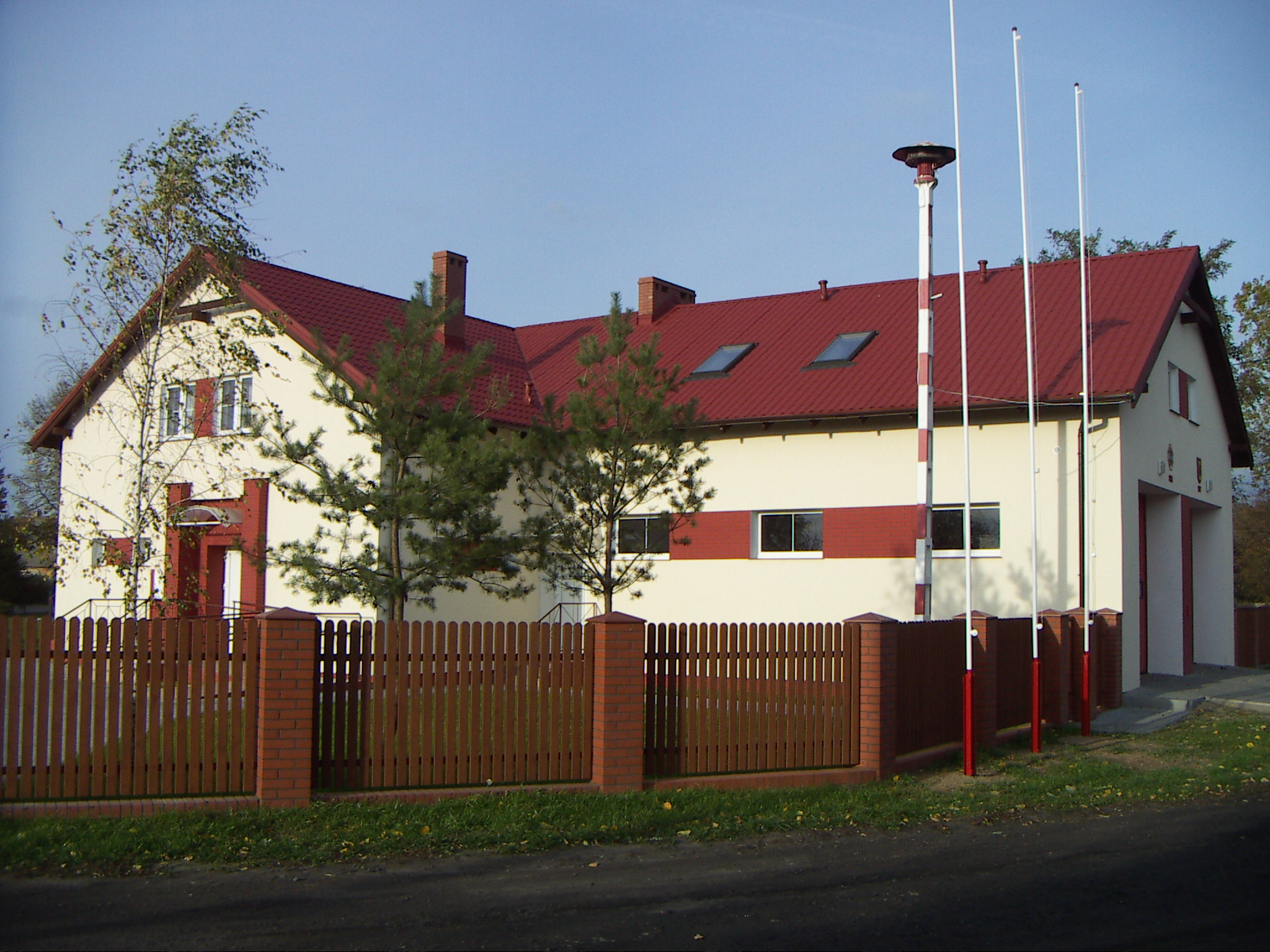
Remiza i świetlica

Obecnie w folwarku mieszkają dziedzice rodziny Sicińskich. Modliszewo liczy 51 numerów, z czego 20 to działające gospodarstwa rolne. Wieś nabiera charakteru podmiejskiej dzielnicy mieszkaniowej. Modliszewo jest prężnie rozwijającą się miejscowością. We wsi istnieją 3 komisy samochodowe, lakiernie samochodowe, 3 warsztaty samochodowe, hurtownia sztucznych kwiatów, motel "Słowianin",
We wsi działa Ochotnicza Straż Pożarna powstała w 1905 r. Straż Ochotnicza prężnie pomaga jednostkom zawodowym z Gniezna.
9 lipca 2005 obchodzono uroczystości z okazji 100-lecia OSP Modliszewo, wtedy został również ustanowiony symbol i flaga wsi. Dnia 14 października 2006 odbyła się uroczystość przekazania Nowej Remizy strażackiej i nowej świetlicy wiejskiej.

## Aktualności
W 2007 roku Modliszewo obchodziło 760-lecie istnienia.

## Upamiętnienie dr. Kazimierza Filipa Wizego w Modliszewie
- Centrum Aktywnego Wypoczynku Rodziny im. Kazimierza Filipa Wize w Modliszewie[4][5].
- 2023 Rokiem dr. Kazimierza Filipa Wizego w Modliszewie[6].